# 六氯合铼(IV)酸钾
六氯合铼(IV)酸钾或氯铼酸钾是一种无机化合物，化学式为K2ReCl6，它是可溶于盐酸的浅绿色固体。

## 制备与反应
六氯合铼(IV)酸钾可由高铼酸钾在盐酸存在下经碘化钾、次磷酸或氯化亚铬还原得到。
它和硝酸银反应，生成六氯合铼(IV)酸银，这种银配合物在400 °C分解为三氯化铼。
它在水中水解为二氧化铼。